# Incorporation
Incorporation ou Incorporated (abreviado por Inc.), podendo ser traduzida para o português como "Incorporação" ou "Incorporado", é uma designação usual nos Estados Unidos para a formação de uma nova corporação. Geralmente, empresas usam a abreviação Inc. para designar empresas de grande porte.

## Histórico legal nos Estados Unidos
A opinião jurídica sobre as empresas evoluiu significativamente ao longo da história, e os casos da Suprema Corte fornecem um meio de observar essa evolução. Embora esses casos possam parecer arbitrários e descontextualizados quando examinados individualmente, quando vistos sucessivamente e dentro do contexto histórico, surge uma narrativa que oferece uma explicação de por que tais pontos de vista são mantidos.

### 1816
Em 1816, a legislatura do estado de New Hampshire aprovou um projeto de lei destinado a transformar o Dartmouth College de propriedade privada em uma universidade de propriedade pública com um Conselho de Curadores nomeado pelo governador. O conselho ajuizou ação questionando a constitucionalidade da legislação. A ação alegava que o colégio tinha o direito de contratar e o governo não era permitido alterar esse contrato. O presidente do tribunal, John Marshall, emitiu a opinião majoritária e afirmou que o direito de contrato existe entre proprietários de propriedade privada e não entre um governo e seus cidadãos. O caso foi o primeiro na história dos Estados Unidos que fez perguntas fundamentais sobre entidades corporativas e as proteções de que desfrutam; também foi um caso que abriu um precedente ao estender "direitos individuais" às corporações.

### 1886
A ferrovia foi um projeto caro de vários anos que mudou e alterou muito a paisagem física e comercial do país. Como acontece com a maioria dos novos desenvolvimentos de tecnologia que têm um amplo impacto, há controvérsias sobre como essas tecnologias e os negócios em que elas prosperam se encaixam sob o guarda-chuva das leis que regem os regulamentos e a tributação. Em 1886, uma dessas disputas tributárias surgiu entre o condado de Santa Clara e a Southern Pacific Railroad. A ferrovia pensou que o código tributário foi mal aplicado a algumas de suas propriedades e ativos. Ao decidir o caso, um tribunal unânime decidiu que os governos devem obedecer à mesma aplicação do código tributário para pessoas físicas e jurídicas. Embora não seja explicitamente declarado no caso, estava implícito que este caso estendia direitos de proteção igual às corporações sob a 14ª emenda.

### 1933
A economia em expansão que as empresas ferroviárias ajudaram a construir do final do século 19 ao início do século 20 parou bruscamente em 1929. A Grande Depressão, como veio a ser conhecida, ajudou a emergir uma visão das corporações que as colocou em desacordo com o normal homem trabalhador. A eleição de Franklin D. Roosevelt foi uma manifestação de muitos sentimentos populistas que o país pode ter sentido. Em 1933, um caso da Flórida foi levado ao tribunal, novamente disputando a tributação. No caso Liggett v. Lee, o tribunal decidiu que poderia haver um imposto corporativo, essencialmente dizendo que a estrutura dos negócios era um critério discriminatório justificável a ser considerado pelos governos ao redigir a legislação tributária. Esta foi uma decisão única proferida durante um momento único na história dos Estados Unidos, que negou a liberdade de uma corporação que ela buscava no tribunal.

### 1978
De 1940 a 1990, o percentual do PIB total formado por profissionais de serviços financeiros aumentou 300%. Junto com esse crescimento, houve um aumento nos lucros que essa indústria também experimentou. À medida que a receita disponível de bancos e outras instituições financeiras aumentava, eles procuravam uma maneira de usá-la para influenciar a política e as políticas. Em resposta, Massachusetts aprovou uma lei que limita as doações corporativas estritamente a questões relacionadas à sua indústria. O First National Bank of Boston desafiou a lei com base na Primeira Emenda e venceu. O First National Bank of Boston v. Bellotti permitiu que as empresas usassem o discurso financeiro em causas políticas de qualquer natureza.

### 2010
Em 2010, em meio a uma onda de frustração e culpa dirigida a Wall Street, a questão das contribuições corporativas voltou ao tribunal. Em Citizens United v. FEC, o tribunal disse que não havia virtualmente nenhuma distinção entre contribuições monetárias e discurso político, e porque não limitamos o discurso político a menos que seja equivalente a suborno, as empresas têm o direito de doar quantias ilimitadas de dinheiro para qualquer causa política, desde que não seja uma campanha direta.

## Aplicação
Algumas empresas que usam o Inc.:
- Google Inc.;
- Adobe Inc.;
- Apple Inc. (Apple Computer Inc. [1976-2007]);

- Alphabet Inc.;
- Altria Group, Inc.;
- Twitter, Inc.;
- Apple Inc.;
- ASUSTeK Computer Inc.;
- Beer Money, Inc.;
- BRLIVE, Inc.;
- Disney Music Group International, Inc.;
- Feel Good Inc.;
- Facebook Inc.;
- Free Software Foundation, Inc.;
- GoGyps, Inc.;
- Ink, Inc.;
- Johnson Controls, Inc.;
- Nike, Inc.;
- Burguer, Inc. (RJ, Niteroi - Brazil);
- Nokia, Inc.;
- Sun Microsystems, Inc. (SMI);
- Universal Music Group International, Inc.;
- World Wrestling Entertainment, Inc.;
- Wow design Inc
- XP, Inc.;
- Yahoo!, Inc.;